# Club Círculo Italiano
El Club Círculo Italiano es la una institución argentina fundada en 1926 en la ciudad de Villa Regina, en la provincia de Río Negro. y actualmente se desempeña en la Liga Deportiva Confluencia. Actualmente disputa el Torneo Regional Federal Amateur, aunque también ha disputado torneos nacionales como la Copa Argentina, el Torneo del Interior y el último Torneo Argentino B.

## Historia
El Club Círculo Italiano es el primer club de la ciudad de Villa Regina siendo fundado en 1926 bajo el nombre de «Forza, Amore e Intelletto». Fue creado por los primeros colonos inmigrantes de origen italiano que emigraron de diversas regiones de Italia hacia la Patagonia a causa de la Primera Guerra Mundial y se radicaron en la ciudad de Villa Regina. El Club Círculo Italiano fue de gran importancia para la ciudad en los primeros años ya que colaboró al crecimiento de esta, siendo de gran ayuda en la actividad social y cultural de la comunidad reginense donde los inmigrantes se juntaban después de trabajar. 
En 1930 los socios decidieron cambiar el nombre del club al actual.
Participó durante años de torneos y ligas regionales en donde obtuvo sus primeros títulos. 
El color granate es el color que históricamente el club utilizó en toda su indumentaria en homenaje a la tragedia del Torino Football Club en Italia en 1949. En cuanto al uniforme suplente, se utilizan los colores de la bandera italiana, siendo esta verde, blanco y rojo en varias partes según el diseño. 
En 1964, 1969 y 1970 fue campeón de la Liga Deportiva Rio Negro. En 1974 consiguió el título siendo esta la última edición antes de la creación de la Liga Deportiva Confluencia. Fue uno de los clubes que participó en la fundación de la liga en 1975. 
Después de 18 años sin ganar ningún campeonato, se consagró en el apertura 1993, y nuevamente en el clausura de 1997, de forma invicta en el clausura de 2012 y en el apertura de 2015. 
Además es un club con gran tradición en Torneos organizados por el Consejo Federal Argentino disputando sus competiciones en varias ocasiones Sus participaciones fueron:
- Torneo del Interior (1986-1995; 2007-2009 ; 2013)[6]
- Torneo Argentino B (1998/99; 2013/2014)
- Copa Argentina (2013/14)[7]

Jugadores como Gustavo Canales y los mellizos Gustavo y Germán Lanaro han jugado para las divisiones inferiores del club. Entre los directores técnicos destacados se encuentran Carlos Cavagnaro, Abel Moralejo y Fabián Pacheco, entre otros.
El club cuenta también con otras actividades deportivas como la natación, de la que dispone de dos piscinas de competición, una de ellas regulada, cubierta y climatizada. Aunque también hay una piscina para niños que ofrece colonias vacacionales de invierno y verano.
También proporciona equipamiento de competición para fútbol femenino, voleibol, baloncesto, tenis, patinaje artístico, pádel, fútbol sala y frontón.

## Simbología
El escudo del club está compuesto por un centro en el que se ubican las iniciales «CI» en color granate, mientras que el cuerpo es una combinación de una bandera italiana sobre un fondo horizontal celeste y blanco tomando como base la bandera argentina. En la parte inferior hay un sol de mayo naciente.

## Rivalidades
El club tiene rivalidad con el otro equipo de la ciudad, el Club Atlético Regina, conformando el «clásico de Perla del Valle», que es el más antiguo de la provincia de Río Negro.[cita requerida] Los clubes se han enfrentado tanto en Torneos Regionales y Torneos Argentinos.
El 3 de abril de 2005 se desarrolló un clásico histórico rompiendo el récord de asistencia para un partido de la Liga Confluencia. El C. Círculo Italiano ganó el partido 1-4 en el campo del C. A. Regina. Esta fue la victoria más significativa por diferencia de goles de un equipo visitante en un clásico.

### Historial general desde 2005
| LDC 2005                      | C. A. Regina        | 1:4         | C. Círculo Italiano |  |
| LDC 2005                      | C. Círculo Italiano | 0:0         | C. A. Regina        |  |
| Copa Chállenger 2005          | C. A. Regina        | 2 (2):2 (4) | C. Círculo Italiano |  |
| LDC-LiFuNe Integración 2005   | C. A. Regina        | 1:0         | C. Círculo Italiano |  |
| LDC-LiFuNe Integración 2005   | C. Círculo Italiano | 1:1         | C. A. Regina        |  |
| LDC 2006                      | C. A. Regina        | 1:1         | C. Círculo Italiano |  |
| LDC 2006                      | C. Círculo Italiano | 4:2         | C. A. Regina        |  |
| LDC 2006                      | C. Círculo Italiano | 1:0         | C. A. Regina        |  |
| LDC 2007                      | C. Círculo Italiano | 1:1         | C. A. Regina        |  |
| LDC 2007                      | C. A. Regina        | 1:0         | C. Círculo Italiano |  |
| LDC 2008                      | C. Círculo Italiano | 1:3         | C. A. Regina        |  |
| LDC 2008                      | C. A. Regina        | 0:0         | C. Círculo Italiano |  |
| LDC 2009                      | C. A. Regina        | 2:1         | C. Círculo Italiano |  |
| LDC 2009                      | C. Círculo Italiano | 0:1         | C. A. Regina        |  |
| LDC 2010                      | C. A. Regina        | 2:2         | C. Círculo Italiano |  |
| LDC 2010                      | C. Círculo Italiano | 1:2         | C. A. Regina        |  |
| LDC 2011                      | C. A. Regina        | 0:0         | C. Círculo Italiano |  |
| LDC 2011                      | C. Círculo Italiano | 1:2         | C. A. Regina        |  |
| LDC 2012                      | C. Círculo Italiano | 2:0         | C. A. Regina        |  |
| LDC 2012                      | C. A. Regina        | 1:2         | C. Círculo Italiano |  |
| LDC2013                       | C. A. Regina        | 3:0         | C. Círculo Italiano |  |
| LDC2013                       | C. Círculo Italiano | 2:2         | C. A. Regina        |  |
| Torneo Argentino B 2013/14    | C. A. Regina        | 2:0         | C. Círculo Italiano |  |
| Torneo Argentino B 2013/14    | C. Círculo Italiano | 0:1         | C. A. Regina        |  |
| LDC 2014                      | C. Círculo Italiano | 2:2         | C. A. Regina        |  |
| LDC 2014                      | C. A. Regina        | 2:2         | C. Círculo Italiano |  |
| LDC 2015                      | C. A. Regina        | 0:1         | C. Círculo Italiano |  |
| LDC 2015                      | C. Círculo Italiano | 0:0         | C. A. Regina        |  |
| LDC 2016                      | C. A. Regina        | 1:0         | C. Círculo Italiano |  |
| LDC 2016                      | C. Círculo Italiano | 1:0         | C. A. Regina        |  |
| LDC 2017                      | C. Círculo Italiano | 0:2         | C. A. Regina        |  |
| LDC 2019                      | C. Círculo Italiano | 2:1         | C. A. Regina        |  |
| LDC 2019                      | C. A. Regina        | 2:2         | C. Círculo Italiano |  |
| LDC 2021                      | C. A. Regina        | 0:1         | C. Círculo Italiano |  |
| Copa de Plata LDC 2021        | C. A. Regina        | 1:0         | C. Círculo Italiano |  |
| Copa de Plata LDC 2021        | C. Círculo Italiano | 0:1         | C. A. Regina        |  |
| LDC 2021                      | C. Círculo Italiano | 0:2         | C. A. Regina        |  |
| LDC 2022                      | C. Círculo Italiano | 1:0         | C. A. Regina        |  |
| LDC 2022                      | C. A. Regina        | 1:1         | C. Círculo Italiano |  |
| LDC 2023                      | C. Círculo Italiano | 1:1         | C. A. Regina        |  |
| LDC 2023                      | C. A. Regina        | 2:0         | C. Círculo Italiano |  |
| LDC 2024 (Apertura)           | C. Círculo Italiano | 0:0         | C. A. Regina        |  |
| LDC 2024 Semifinales (Ida)    | C. A. Regina        | 2:2         | Círculo Italiano    |  |
| LDC 2024 Semifinales (Vuelta) | Círculo Italiano    | 0:1         | C. A. Regina        |  |
| LDC 2024 (Clausura)           | C. A. Regina        | 1:2         | Círculo Italiano    |  |

## Palmarés

### Torneos Regionales (10)
- Liga Mayor del Alto Valle de Río Negro y Neuquén (1): 1961
- Liga Deportiva Río Negro (4): 1964, 1969, 1970, 1974.
- Liga Deportiva Confluencia (5): 1993, 1997, 2012, 2015 y 2023.[11][12]